# 카롤리네 보즈니아키
카롤리네 보즈니아키(덴마크어: Caroline Wozniacki, 1990년 7월 11일 ~ )는 덴마크의 여자 테니스 선수이다. 현재 세계 랭킹 500위 안에 들어 있는 유일한 덴마크의 여자 테니스 선수이다. 2009년 US 오픈 여자 단식에서 준우승한 이후 한동안 메이저 대회와 인연이 없다가 2018년 그랜드 슬램인 호주 오픈에서 데뷔 이후 처음으로 우승했으며 동시에 6년만에 세계 랭킹 1위 자리를 되찾았다. WTA 투어 대회에서는 통산 12회 우승을 기록하고 있다.

## 생애
보즈니아키는 동화의 거장 한스 크리스티안 안데르센의 고향인 오덴세에서 아버지 표트르 보즈니아키(Piotr Wozniacki)와 어머니 안나 보즈니아키(Anna Wozniacki)의 딸로 태어났다. 부모는 모두 폴란드인이다. 아버지 표트르가 그녀의 코치를 맡고 있다. 그녀의 집안은 스포츠와 매우 가까운 내력을 갖고 있는데, 어머니는 폴란드 국가대표 배구팀에서 선수로 활동했으며, 아버지는 폴란드 및 독일의 클럽에서 프로 축구 선수로 뛰었으며, 이후 덴마크의 볼트클루벤 1909로 이적해오면서 가족들도 덴마크로 함께 이주해오게 되었다. 또한 그녀의 오빠인 파트리크(Patrik) 역시 덴마크 BK 프렘 소속 프로 축구 선수이다.
2009년 US 오픈 이후로 아디다스 스텔라 맥카트니 스포츠웨어의 스폰서 후원을 받고 있다.
2006년 틴 보그지와의 인터뷰에서 그녀는 자신의 취미에 대해 ‘핸드볼, 축구, 수영, 피아노 그리고 그 외 다른 모든 것들’이라고 말했다.
그녀는 덴마크어, 폴란드어 및 영어를 능숙하게 구사하며, 러시아어도 청취가 가능한 수준이다.

## 사생활
2017년 2월 14일 발렌타인 데이에 보즈니아키는 자신의 소셜 미디어 계정을 통해 전 NBA 우승팀 소속이었던 데이비드 리와 교제 중임을 알렸고, 나중에 보즈니아키 가족을 통해서 이 사실이 확인됐다. 보즈니아키와 리는 2017년 11월 2일 약혼했다.